# Thysanomitrion lorentzii
Thysanomitrion lorentzii là một loài rêu trong họ Dicranaceae. Loài này được M. Fleisch. M. Fleisch. mô tả khoa học đầu tiên năm 1914.